# Browary w Polsce
Browary w Polsce – lista browarów w Polsce. Stan na styczeń 2022 r. obejmuje 286 czynnych warzelni komercyjnych. 18 browarów jest w posiadaniu 4 największych grup piwowarskich, których łączna produkcja wynosi ok. 90% rynku. Około 9 procent przypada na browary średnie/regionalne i 0,5–1% na najmniejsze browary rzemieślnicze i restauracyjne, które jednak ilościowo stanowią zdecydowaną większość.

## Charakterystyka
W roku 1922 Polska miała najwięcej browarów w dotychczasowej historii – 243 – tę liczbę przekroczyła dopiero pod koniec 2 dekady XXI wieku. W roku 1925 władze państwowe zdecydowały się wprowadzić zakaz warzenia piwa zawierającego mniej niż 9% ekstraktu i znieść wszelkie ograniczenia dotyczące przerobu jęczmienia. W 1928 piwo warzyło 179 browarów, w roku 1931 – 184 browary, w 1932 – 173. W roku 1970 w Polsce było 97 browarów, w latach 1981–1990 browarów było 80, w latach 1993–1996 czynnych było ponad sto. Od roku 1996 liczba browarów systematycznie zmniejszała się, aż do roku 2010, kiedy to mieliśmy najmniej czynnych browarów (licząc od odzyskania niepodległości w roku 1918) – 64.
W 2011 roku w Polsce były czynne 73 zakłady piwowarskie. Wśród nich – 44 browary przemysłowe i rzemieślnicze oraz 29 browarów restauracyjnych. Na rynku istniały cztery duże koncentracje zakładów w ramach jednego przedsiębiorstwa, zwane grupami piwowarskimi: Carlsberg Polska, Grupa Żywiec, Kompania Piwowarska i Van Pur. Największą z nich była Kompania Piwowarska, która posiadała trzy duże browary przemysłowe o łącznych mocach produkcyjnych wynoszących około 15 milionów hektolitrów piwa rocznie i mająca około 40% udziału w polskim rynku piwa. Rok 2013 był historycznym rokiem, ponieważ otwarto aż 21 nowych browarów, a zlikwidowano tylko 3. Na koniec roku 2013 w Polsce było więc 97 browarów. W kolejnych latach nastąpił znaczny wzrost liczby browarów – w 2016 było ich już 210, a w 2018 – 318.
Rynek piwowarski w Polsce należy do najszybciej rozwijających się gałęzi gospodarki. Przyczyną tego jest sukcesywny wzrost spożycia piwa, zmiana preferencji konsumentów, którzy wybierają coraz częściej słabsze alkohole oraz podniesienie poziomu technologicznego, który jest obecnie jednym z najwyższych na świecie. Polska branża piwowarska co roku przechodzi dynamiczne zmiany. Bardzo często dochodzi do zamykania zakładów piwowarskich. Jednak w ich miejsce powstają nowe. Tendencją ostatnich kilku lat jest wzrost liczby browarów kontraktowych, rzemieślniczych i restauracyjnych w stosunku do zmniejszającej się liczby browarów przemysłowych.
Trzech największych producentów piwa w Polsce: Carlsberg Polska, Grupa Żywiec, Kompania Piwowarska zrzeszonych jest w Związku Pracodawców Przemysłu Piwowarskiego – Browary Polskie. Kilkunastu z pozostałych wytwórców piwa w tym właścicieli browarów restauracyjnych skupia Stowarzyszenie Regionalnych Browarów Polskich – Polskie Piwo. Obie organizacje mają na celu m.in. reprezentowanie interesów ich członków wobec administracji państwowej oraz samorządowej.
Producenci piwa w Polsce mają obowiązek opłacania podatku akcyzowego (przeważnie prowadząc skład podatkowy), posiadania koncesji na sprzedaż wyrobów alkoholowych. Dodatkowo sprzedaż wyrobów piwowarskich obciążona jest 23% podatkiem VAT.

## Grupy piwowarskie
Poniżej wymienione są 4 największe grupy piwowarskie w Polsce, posiadające łącznie ok. 90% rynku piwa. Carlsberg, Kompania Piwowarska i Grupa Żywiec to międzynarodowe koncerny, jedynie Van Pur jest polską grupą piwowarską.

### Carlsberg Polska
| Browar           | Miejscowość | Województwo        | Rok założenia | Moce produkcyjne (hl) | Wybrane marki                                        |
| Browar Bosman    | Szczecin    | zachodniopomorskie | 1845          | 1,6 mln               | Bosman, Harnaś, Piast, Carlsberg, Tuborg, Grimbergen |
| Browar Kasztelan | Sierpc      | mazowieckie        | 1969          | 2,5 mln               | Kasztelan, Harnaś, Okocim                            |
| Browar Okocim    | Brzesko     | małopolskie        | 1845          | 5,8 mln               | Carlsberg, Okocim, Harnaś, Piast, Książ              |

### Kompania Piwowarska
| Browar          | Miejscowość | Województwo   | Rok założenia | Moce produkcyjne (hl) | Wybrane marki           |
| Browar Dojlidy  | Białystok   | podlaskie     | 1891          | 2,2 mln               | Dębowe Mocne, Żubr      |
| Browar Książęcy | Tychy       | śląskie       | 1629          | 8,0 mln               | Książęce, Tyskie, Wojak |
| Browar Lech     | Poznań      | wielkopolskie | 1975          | 7,5 mln               | Lech, Redd’s            |

### Van Pur
| Browar               | Miejscowość | Województwo         | Rok założenia | Moce produkcyjne (hl) | Wybrane marki           |
| Browar Braniewo      | Braniewo    | warmińsko-mazurskie | 1854          | 1,0 mln               | Braniewo, Kuflowe       |
| Browary Górnośląskie | Zabrze      | śląskie             | 1860          | 1,25 mln              | Super Piwosz, Śląskie   |
| Browar Jędrzejów     | Jędrzejów   | świętokrzyskie      | 1823          | 0,42 mln              | Rybnicki Full, Strzelec |
| Browar Łomża         | Łomża       | podlaskie           | 1968          | 1,0 mln               | Łomża, Korona           |
| Browar Van Pur       | Rakszawa    | podkarpackie        | 1993          | 1,2 mln               | Karpackie, Van Pur      |

### Grupa Żywiec
| Browar          | Miejscowość | Województwo         | Rok założenia | Moce produkcyjne (hl) | Wybrane marki                                                              |
| Browar Elbląg   | Elbląg      | warmińsko-mazurskie | 1872          | 3,0 mln               | EB, Specjal                                                                |
| Browar Leżajsk  | Leżajsk     | podkarpackie        | 1978          | 3,0 mln               | Leżajsk, EB, Tatra                                                         |
| Browar Namysłów | Namysłów    | opolskie            | 1862          | 1,0 mln               | Namysłów (Pils, Niepasteryzowane, Białe Pszeniczne, Zamkowe, Złoty Denar)  |
| Browar Warka    | Warka       | mazowieckie         | 1975          | 3,5 mln               | Heineken, Kujawiak, Królewskie, Strong, Warka                              |
| Browar Żywiec   | Żywiec      | śląskie             | 1856          | 5,5 mln               | Desperados, Freeq, Żywiec Jasne, Żywiec Marcowe, Żywiec Bock, Żywiec Białe |

## Pozostałe browary stacjonarne
Poniższa lista obejmuje wszystkie pozostałe warzelnie komercyjne w Polsce, w tym restauracyjne, rzemieślnicze, regionalne, uczelniane itp. Lista nie zawiera tzw. browarów kontraktowych.
| Browar                              | Miejscowość               | Województwo         | Rok założenia | Moce produkcyjne [hl] | Wybrane marki | Uwagi |  |
| ----------------------------------- | ------------------------- | ------------------- | ------------- | --------------------- | --- | --- |  |
| Alchemik                            | Rybczewice Drugie         | Lubelskie           | 2022          |                       | | |  |
| AleBrowar                           | Lębork                    | pomorskie           | 2017          | 20 tys.               | Rowing Jack, Lady Blanche, Smoky Joe, Hard Bride | Powstał jako rozwinięcie browaru kontraktowego AleBrowar (2012-2017)                                                                   |  |
| Aleksandria                         | Aleksandrów Drugi         | lubelskie           | 2020          |                       | | |  |
| Amber                               | Bielkówko                 | pomorskie           | 1994          | 200 tys.              | Żywe, Złote Lwy, Koźlak, Grand Imperial Porter, Pszeniczniak, Johannes, Amber Chmielowy | |  |
| Anders                              | Syców                     | dolnośląskie        | 2020          |                       | | Browar restauracyjny |  |
| Antybrowar                          | Głowno                    | łódzkie             | 2015          |                       | Proboszcz, Proletariat, Antylopa, Waleczne, Profesor, Antydepresant, Antygrawitacja, Promotor | |  |
| Artezan                             | Natolin Błonie            | mazowieckie         | 2012 2015     | 3 tys.                | Bière blanche, Pacific | Do 2015 działał w Natolinie, następnie przeniósł się do Błonia. Browar w Natolinie przejął Browar Bazyliszek, który działał do 2020 r. |  |
| Bar a Boo                           | Lublin                    | lubelskie           | 2019          |                       | | Browar restauracyjny w dawnym lokalu Bierhalle                                                                                         |  |
| Balans Browar Rzemieślniczy         | Zabrodzie                 | mazowieckie         | 2021          |                       | | |  |
| Bartek                              | Cieśle                    | wielkopolskie       | 1992          | 1000                  | | |  |
| Bastion                             | Blizne Łaszczyńskiego     | mazowieckie         | 2018-2024     |                       | | |  |
| Bednary                             | Bednary                   | łódzkie             | 2014          |                       | Piwo Łowickie | |  |
| BeerLab                             | Łoziska                   | mazowieckie         | 2013          |                       | BeerLab, Rubio, Estilo, Desir, Rogue, Piaseczyńskie, Lesznowolskie | |  |
| Beskid                              | Jodłownik                 | małopolskie         | 2023          |                       | | |  |
| Beskidzki                           | Żywiec                    | śląskie             | 2018          |                       | | Jeden z najmniejszych komercyjnych browarów w Polsce                                                                                   |  |
| Biały                               | Łyski                     | podlaskie           | 2018          |                       | | |  |
| Bielitzer                           | Bielsko-Biała             | śląskie             | 2011          |                       | | Browar restauracyjny. Pełna nazwa: Browar Miejski Bielitzer                                                                            |  |
| Bierhalle                           | Katowice                  | śląskie             | 2006          | 1 tys.                | | Browar restauracyjny |  |
| Bierhalle                           | Bydgoszcz                 | kujawsko-pomorskie  | 2017          |                       | | Browar restauracyjny |  |
| Bierhalle                           | Łódź                      | łódzkie             | 2006-2023     | 1000                  | | Browar restauracyjny |  |
| Bierhalle                           | Warszawa                  | mazowieckie         | 2005          | 1800                  | | Browar restauracyjny w CH Arkadia |  |
| Bierhalle                           | Warszawa (2)              | mazowieckie         | 2015          |                       | | Browar restauracyjny |  |
| Błonie                              | Błonie                    | mazowieckie         | 2018          | 50 tys.               | | Założony przez browar kontraktowy Inne Beczki (zał.: 2015)                                                                             |  |
| Bojanowo                            | Bojanowo                  | wielkopolskie       | 1881          | 120 tys.              | | |  |
| Bóbr                                | Limanowa                  | małopolskie         | 2023          |                       | BO-BEER, Serce Beskidu, Duch Pienin, Tatrzańskie, Tatrzańskie Premium, The Legendary Old American Ale | |  |
| Brewicz                             | Rawicz                    | wielkopolskie       | 2018          |                       | | Browar restauracyjny |  |
| Brofaktura                          | Siedlce                   | mazowieckie         | 2014          |                       | | Browar restauracyjny |  |
| Brokreacja                          | Zator                     | małopolska          | 2025          |                       | | |  |
| Brovaria                            | Poznań                    | wielkopolskie       | 2004          |                       | | Browar restauracyjny |  |
| Browarnia                           | Gdańsk                    | pomorskie           | 2008          |                       | | Browar restauracyjny |  |
| Browarnia Sobótka-Górka             | Sobótka                   | dolnośląskie        | 2013          |                       | | |  |
| Browar Piotrków                     | Piotrków Tryb.            | łódzkie             | 1999          | 1 mln                 | Cornelius, Trybunał | |  |
| Browar Stu Mostów                   | Wrocław                   | dolnośląskie        | 2014          | 10 tys.               | WRCLW (Pils, Dunkelweizen, Roggenbier), Salamander (AIPA, Pale Ale, American Wheat, Wheat Porter, Strong Witbier), Art (Doppel Weizenbock German IPA i.in.) | |  |
| Brovca                              | Cecele                    | podlaskie           | 2017-2024     |                       | | |  |
| Browarka                            | Warka                     | mazowieckie         | 2016          |                       | | |  |
| Brzeg                               | Brzeg                     | opolskie            | 2021          |                       | | Browar restauracyjny w hotelu |  |
| Bury                                | Jaworzno                  | śląskie             | 2019          | 7 tys.                | | |  |
| Bytów                               | Bytów                     | pomorskie           | 2015          |                       | Bytów, Polka Pils, Pomorzanin | |  |
| Caminus                             | Kąty Wrocławskie          | dolnośląskie        | 2017          |                       | Unum (New Zealand Pale Ale), Duo(Irish Red Ale), Tres (Oatmeal Stout) | |  |
| Challenger                          | Paszczyna                 | podkarpackie        | 2017          |                       | | |  |
| Chełmiński                          | Chełmno                   | kujawsko-pomorskie  | 2019          |                       | | Browar restauracyjny |  |
| Chmiele Nałęczowskie                | Przybysławice             | lubelskie           | 2020          |                       | | |  |
| Chmury                              | Giżycko                   | warmińsko-mazurskie | 2019          |                       | | |  |
| Ciechan                             | Ciechanów                 | mazowieckie         | 1864          | 60 tys.               | Ciechan Miodowe, Ciechan Wyborne, Ciechan Mocne, Ciechan Marcowe, Ciechan Shandy, Ciechan Stout, Ciechan AIPA, Krzepiak, Porter Grudniowy | |  |
| C.K. Browar                         | Kraków                    | małopolskie         | 1996          |                       | | Browar restauracyjny |  |
| Czarna Owca                         | Semlin                    | pomorskie           | 2016          | 1 tys.                | | |  |
| Czarnków                            | Czarnków                  | wielkopolskie       | 1893          | 50 tys.               | Noteckie, Eire Noteckie, Gniewosz | Należy do Browar Czarnków S.A.. W pierwszej połowie 2020 r. spółka wstrzymała produkcję ze względu na trudną sytuację na rynku piwa    |  |
| Czarnków                            | Kamionka                  | wielkopolskie       | 2015          |                       | | Należy do Browar Czarnków S.A. |  |
| Czarter                             | Złotniki                  | podkarpackie        | 2016          |                       | | |  |
| Czenstochovia                       | Częstochowa               | śląskie             | 2009          |                       | | Browar restauracyjny |  |
| Cześć Brat!                         | Jelcz-Laskowice           | dolnośląskie        | 2019-2024     |                       | | |  |
| Cztery Ściany                       | Trzebnica                 | dolnośląskie        | 2016          |                       | | |  |
| De Facto                            | Zgoda                     | kujawsko-pomorskie  | 2017          |                       | Granat Chmielowy, Mgławica, Poranek w Tokio, Hegemon | |  |
| Dobosz                              | Świnoujście               | zachodniopomorskie  | 2020          |                       | | Browar restauracyjny |  |
| Dobry                               | Gniezno                   | wielkopolskie       | 2018          |                       | | Browar restauracyjny |  |
| Dolina Bobru                        | Wleń                      | dolnośląskie        | 2018          |                       | | |  |
| Dukla                               | Cergowa                   | podkarpackie        | 2015          |                       | | |  |
| Duma                                | Białystok                 | podlaskie           |               |                       | | |  |
| Duszniki                            | Duszniki-Zdrój            | dolnośląskie        | 2015          |                       | | Browar restauracyjny |  |
| Dwie Wieże                          | Kraków                    | małopolskie         | 2017          | 1280                  | | Współudziałowcem jest browar kontraktowy Bagry                                                                                         |  |
| Dziedzice                           | Czechowice-Dziedzice      | śląskie             | 2013          |                       | | Browar restauracyjny |  |
| Edi                                 | Nowa Wieś                 | lubuskie            | 1996          | 6500                  | Wschowskie, Dworskie, Swojskie | |  |
| Eureka                              | Sądkowa                   | podkarpackie        | 2015          |                       | | |  |
| Extract                             | Tyniec                    | małopolskie         | 2018          |                       | | Browar restauracyjny |  |
| Folga                               | Gryfice                   | zachodniopomorskie  | 2019          |                       | | Browar restauracyjny |  |
| Fortuna                             | Miłosław                  | wielkopolskie       | 1889          |                       | Fortuna, Miłosław, Komes (Porter Bałtycki, RIS, Barley Wine i.in.) | |  |
| Four Winds                          | Krynica Morska-Piaski     | pomorskie           | 2019          |                       | | Browar restauracyjny |  |
| Furta                               | Polkowice                 |                     | 2024          |                       | Browar Kontraktowy | |  |
| Gloger Browar Miejski               | Białystok                 | podlaskie           | 2015          |                       | | |  |
| Głubczyce                           | Głubczyce                 | opolskie            | 1856          |                       | Rycerskie, Hammer | Zakłady Piwowarskie Głubczyce |  |
| Gościszewo                          | Gościszewo                | pomorskie           | 1991          | 20 tys.               | Rycerz, Komtur, Darz Bór, Szeryf, Surfer, Rybak, 55 | |  |
| Gościniec                           | Chojnice                  | pomorskie           | 2021          |                       | | Browar restauracyjny |  |
| Górniczo-Hutniczy                   | Kraków                    | małopolskie         | 2019          |                       | | Browar restauracyjny |  |
| Green Head                          | Działdowo                 | warmińsko-mazurskie | 2018          |                       | | |  |
| Grodecki                            | Gniewkowo                 | kujawsko-pomorskie  | 2021          |                       | | |  |
| Grodzisk                            | Grodzisk Wielkopolski     | wielkopolskie       | 1880          | 90 tys.               | Piwo z Grodziska, Bernardyńskie | |  |
| Grodzka 15                          | Lublin                    | lubelskie           | 2009-2024     |                       | | Browar restauracyjny |  |
| Grodzki                             | Przemyśl                  | podkarpackie        | 2018          |                       | | Browar restauracyjny |  |
| Grudziądz                           | Grudziądz                 | kujawsko-pomorskie  | 2017          |                       | | Browar restauracyjny |  |
| Gzub                                | Annopole                  | wielkopolskie       | 2017          |                       | | |  |
| Hopium                              | Nowy Drzewicz             | mazowieckie         | 2015          |                       | | |  |
| Hopkins                             | Gdynia                    | pomorskie           | 2015          |                       | | |  |
| Hopkins                             | Żyrardów                  | mazowieckie         | 2021          |                       | | Browar przejęty po Beer Bros, założonym w 2015 r.                                                                                      |  |
| Huzar                               | Wola Mysłowska            | lubelskie           | 2019-2022     |                       | | |  |
| Impuls                              | Zduny                     | wielkopolskie       | 2020          |                       | | |  |
| Inbrand                             | Opole Lubelskie           | lubelskie           | 2018          |                       | | |  |
| Incognito                           | Kraśniczyn                | lubelskie           | 2018-2022     |                       | | |  |
| J.Baster                            | Kraków                    | Małopolska          |               |                       | | |  |
| Jabeerwocky                         | Domaniewek                | mazowieckie         | 2021          |                       | | |  |
| Jabłonowo                           | Jabłonowo                 | mazowieckie         | 1992          |                       | Imperator, Strong, Belfast, Jabłonowo Mocne | |  |
| Jagiełło                            | Pokrówka                  | lubelskie           | 1993          | 20 tys.               | Magnus | |  |
| Jan Olbracht                        | Piotrków Tryb.            | łódzkie             | 2014          | 10 tys.               | | |  |
| Jan Olbracht                        | Toruń                     | kujawsko-pomorskie  | 2012          |                       | | Browar restauracyjny |  |
| Jana                                | Zawiercie                 | śląskie             | 2015          | 12 tys.               | | |  |
| Jastrzębie                          | Jastrzębie-Zdrój          | Śląskie             | 2021          |                       | | |  |
| Jauer                               | Nowa Wieś Legnicka        | dolnośląskie        | 2022          |                       | | |  |
| Jedlinka                            | Jedlina-Zdrój             | dolnośląskie        | 2014          | 5 tys.                | | Browar restauracyjny |  |
| Kamienica                           | Kamienica                 | dolnośląskie        | 2015          | 300                   | Narciarskie, Śnieżnickie, Zimowe | Browar restauracyjny |  |
| Kaszubska Korona                    | Szymbark                  | pomorskie           | 2011          |                       | | Browar restauracyjny |  |
| Kazimierz                           | Podłęże                   | małopolskie         | 2016          |                       | | Browar z wyszynkiem |  |
| Kociewski                           | Starogard Gdański         | pomorskie           | 2016          |                       | | Browar restauracyjny |  |
| Kolwin                              | Łask                      | łódzkie             | 2015          |                       | | |  |
| Koło                                | Koło                      | wielkopolskie       | 2021          |                       | | Browar restauracyjny |  |
| Końska Grzywa                       | Rumia                     | pomorskie           | 2017          |                       | | |  |
| Koreb                               | Łask                      | łódzkie             | 2005          |                       | Łaskie, Herbowe | |  |
| Kormoran                            | Olsztyn                   | warmińsko-mazurskie | 1993          | 50 tys.               | Kormoran, Porter Warmiński, Warnijskie, Orkiszowe, Rześkie, Świeże, Krzepkie, Warmiak, Irish Beer, Wiśnia w Piwie, Miodne, Podpiwek Warmiński, Podróże Kormorana | |  |
| Koronowo                            | Koronowo                  | kujawsko-pomorskie  | 2019          |                       | | |  |
| Kościerzyna                         | Kościerzyna               | pomorskie           | 2017-2022     |                       | | |  |
| Kowal                               | Koszalin                  | zachodniopomorskie  | 2008          |                       | | Browar restauracyjny |  |
| Kozak                               | Chełm                     | Lubelskie           | 2023          |                       | | |  |
| Kraftowy Browar & Tapas             | Bartoszyce                | warmińsko-mazurskie | 2020          |                       | | Browar restauracyjny |  |
| Kraftwerk                           | Rzuchów                   | śląskie             | 2018          |                       | | |  |
| Krajan                              | Trzeciewnica              | kujawsko-pomorskie  | 1993          | 100 tys.              | Bawar, Czarny Koń, Jakt, Krajan, Nakielskie | |  |
| Krajcar                             | Żywiec                    | śląskie             | 2012          |                       | | Browar restauracyjny |  |
| Krakowski                           | Płock                     | mazowieckie         | 2006          |                       | | Browar restauracyjny w Hotelu Płock |  |
| Książęcy Browar Nysa                | Nysa                      | opolskie            | 2018          |                       | | |  |
| Księży Młyn                         | Łódź                      | łódzkie             | 2014          |                       | | Browar restauracyjny |  |
| Largus                              | Ostroróg                  | wielkopolskie       | 2016          |                       | | |  |
| Lasowiak                            | Jata                      | podkarpackie        | 2017          |                       | | |  |
| Lubicz                              | Kraków                    | małopolskie         | 2015          |                       | | Browar restauracyjny |  |
| Lublin                              | Lublin                    | lubelskie           | 2017          |                       | | Browar restauracyjny |  |
| Lubrow                              | Borcz                     | pomorskie           | 2020          |                       | | Browar restauracyjny, przeniesiony z Gdańska, gdzie działał w latach 2013–2019                                                         |  |
| Lwów                                | Lublin                    | lubelskie           | 2013          |                       | | Browar restauracyjny |  |
| Lwówek                              | Lwówek Śląski             | dolnośląskie        | 1850          |                       | | W 2018 wydzierżawiony przez browar kontraktowy Doctor Brew od Browarów Regionalnych Jakubiak                                           |  |
| Łańcut                              | Łańcut                    | podkarpackie        | 2015          |                       | | |  |
| Łażany                              | Żarów                     | dolnośląskie        | 2021          | 60hl                  | Łażany | Browar przejęty po Hoppy Lab, założonym w 2016 r.                                                                                      |  |
| Łąkomin                             | Łąkomin                   | lubuskie            | 2015          |                       | | Browar z wyszynkiem |  |
| Browary Łódzkie                     | Łódź                      | łódzkie             | 1867          |                       | Junak, Porter Łódzki, Sarmackie Mocne | Browary Łódzkie |  |
| Majer                               | Gliwice                   | śląskie             | 2011          |                       | | Browar restauracyjny |  |
| Manufaktura                         | Rzeszów                   | podkarpackie        | 2018          |                       | | Browar restauracyjny |  |
| Mariacki                            | Katowice                  | śląskie             | 2017          |                       | | Browar restauracyjny |  |
| Markowy                             | Hajnówka                  | podlaskie           | 2016          |                       | | |  |
| Maryensztadt                        | Zwoleń                    | mazowieckie         | 2015          |                       | | |  |
| Marysia                             | Szczyrzyc                 | małopolskie         | 2009          |                       | | Browar restauracyjny |  |
| Mazurski                            | Ełk                       | warmińsko-mazurskie | 2015          | 3 tys.                | Mazurskie, Ełckie | |  |
| Metalurgia                          | Radomsko                  | Łódzkie             | 2022          |                       | | |  |
| Miedzianka                          | Miedzianka                | dolnośląskie        | 2015          |                       | | Browar restauracyjny |  |
| Miedziowy 44                        | Świnoujście               | zachodniopomorskie  | 2017          | 1500                  | Pils, German Hefeweizen, Milk Stout | Browar restauracyjny |  |
| Miejski                             | Sopot                     | pomorskie           | 2014          |                       | | Browar restauracyjny |  |
| Miejski                             | Stargard                  | zachodniopomorskie  | 2019          |                       | | Browar restauracyjny |  |
| Miejski Pompa                       | Rumia                     | Pomorskie           | 2025          |                       | | |  |
| Mikołajki                           | Stare Sady                | warmińsko-mazurskie | 2021          |                       | | |  |
| Milicz                              | Milicz                    | dolnośląskie        | 2017          |                       | | |  |
| Muczne                              | Muczne                    | podkarpackie        | 2017          |                       | | Browar restauracyjny |  |
| Nadwarciański                       | Pątnów                    | łódzkie             | 2019          |                       | | |  |
| na Jurze                            | Zawiercie                 | śląskie             | 1997          | 20 tys.               | Zawiercie | |  |
| Nepomucen                           | Szkaradowo                | wielkopolskie       | 2015          |                       | | |  |
| Niechanowo                          | Niechanowo                | wielkopolskie       | 1974          |                       | | |  |
| Nieczajna                           | Nieczajna                 | wielkopolskie       | 2020          |                       | | |  |
| Nowa Wytwórnia                      | Kraków                    | małopolskie         | 2021          |                       | | Brewpub należący do Carlsberg Polska                                                                                                   |  |
| Nowy                                | Szczecin                  | zachodniopomorskie  | 2014          |                       | | Browar restauracyjny |  |
| Nowy Browar Gdański                 | Gdańsk                    | pomorskie           | 2020          |                       | | Browar restauracyjny |  |
| Odra Barrels                        | Wrocław                   | dolnośląskie        | 2015-2024     | 500                   | | Browar przejęty w 2021 r. po Warsztacie Piwowarskim, założonym w 2015 r.                                                               |  |
| Opolski                             | Krośnica                  | opolskie            | 2020          |                       | | |  |
| Osjann                              | Biała Podlaska            | lubelskie           | 2014          |                       | | Browar restauracyjny |  |
| Osowa Góra                          | Bydgoszcz                 | kujawsko-pomorskie  | 2016          |                       | | |  |
| Otwarte Bramy                       | Pruszków                  | mazowieckie         | 2020          |                       | | Browar z wyszynkiem |  |
| Palatum                             | Warszawa                  | mazowieckie         | 2016          |                       | | |  |
| Pałacowy                            | Siemianowice Śląskie      | śląskie             | 2019          |                       | | Browar restauracyjny |  |
| Pałac Żelechów                      | Żelechów                  | mazowieckie         | 2013          |                       | | Browar restauracyjny w Pałacu Żelechów                                                                                                 |  |
| Perła                               | Lublin                    | lubelskie           | 1912          | 1700 tys.             | Goolman, Perła Chmielowa, Perła Export, Perła Niepasteryzowana, Perła Mocna, Perła Koźlak, Lubelskie Pils, Lubelskie Mocne, Trybunalskie Miodowe, Zwierzyniec, Perła Miodowa | Perła – Browary Lubelskie |  |
| Personall Kraft                     | Stary Sącz                | małopolskie         | 2021          |                       | | Browar restauracyjny |  |
| Perun                               | Budziszyn                 | mazowieckie         | 2017-2023     | 9 tys.                | | |  |
| PG4                                 | Gdańsk                    | pomorskie           | 2017          |                       | | Browar restauracyjny |  |
| Piekarnia Piwa                      | Niezdara                  | śląskie             | 2016          |                       | | |  |
| Pilsweizer                          | Grybów                    | małopolskie         | 1887          | 80 tys.               | Lach Pełne, Pilsweiser | |  |
| PINTA                               | Wieprz                    | śląskie             | 2019          | 50 tys.               | Atak Chmielu, Viva la Vita, Pierwsza Pomoc, Kwas Theta | Założony przez browar kontraktowy PINTA (2011-2019)                                                                                    |  |
| Pinta Barrel Brewing                | Wieprz                    | śląskie             | 2021          |                       | | Osobny browar utworzony przez Browar Pinta do produkcji piw leżakowanych w beczkach                                                    |  |
| Pivovaria                           | Radom                     | mazowieckie         | 2008          |                       | | Browar restauracyjny |  |
| Piwna                               | Gdańsk                    | pomorskie           | 2012-2022     |                       | | Browar restauracyjny |  |
| Piwnica Rajców                      | Gdańsk                    | pomorskie           | 2018          |                       | | Browar restauracyjny |  |
| Piwnica Świdnicka                   | Wrocław                   | dolnośląskie        | 2022          |                       | | |  |
| Piwoteka                            | Łódź                      | mazowieckie         | 2022          |                       | | |  |
| Podborze                            | Podborze                  | mazowieckie         | 2018          |                       | | Browar restauracyjny |  |
| Pod Gruszą                          | Stara Kraśnica            | dolnośląskie        | 2022          |                       | | |  |
| Podgórz                             | Rabka-Zdrój               | małopolskie         | 2014          |                       | | |  |
| Podklasztorze                       | Sulejów                   | łódzkie             | 2019          |                       | | Browar restauracyjny w Hotelu Podklasztorze                                                                                            |  |
| Podolin                             | Podolin                   | Dolnośląskie        | 2025          |                       | | |  |
| Pod Wielką Solą                     | Wieliczka                 | małopolskie         | 2016          |                       | | Browar restauracyjny |  |
| Pod Zamkiem                         | Szczecin                  | zachodniopomorskie  | 2019          |                       | | Browar restauracyjny |  |
| Połczyn-Zdrój                       | Połczyn-Zdrój             | zachodniopomorskie  | 1825          | 350 tys.              | Abbé Weizen, Brewer, Starovar | |  |
| Pompa                               | Sieradz                   | łódzkie             | 2017          |                       | | Browar restauracyjny |  |
| Popiel                              | Kurozwęki                 | świętokrzyskie      | 2016          |                       | | Browar restauracyjny na terenie zamku                                                                                                  |  |
| Port                                | Gdynia                    | pomorskie           | 2016          |                       | | Browar restauracyjny |  |
| Poziomka                            | Kujanki                   | wielkopolskie       | 2013          |                       | | Browar restauracyjny w Gościńcu Poziomka                                                                                               |  |
| Północny                            | Suwałki                   | podlaskie           | 2016          |                       | | Browar restauracyjny |  |
| Prima Beer                          | Międzyzdroje              | zachodniopomorskie  | 2021          |                       | | Browar restauracyjny |  |
| Probus                              | Oława                     | dolnośląskie        | 2015          |                       | | Browar restauracyjny |  |
| Profesja                            | Wrocław                   | dolnośląskie        | 2015          | 10 tys.               | Bard, Latarnik, Szofer, Inżynier, Przekupka, Alchemik, Dobosz | |  |
| Projekt Bunkier                     | Lipnica Wielka            | małopolskie         | 2020          |                       | | |  |
| Prost                               | Wrocław                   | dolnośląskie        | 2015          |                       | | Browar restauracyjny |  |
| Przełom                             | Białowieża                | podlaskie           | 2019          |                       | | |  |
| Przetwórnia chmielu                 | Księżenice                | mazowieckie         | 2019          |                       | | |  |
| Przystanek Tleń                     | Osie                      | kujawsko-pomorskie  | 2015          |                       | | Browar restauracyjny |  |
| Przystań                            | Chorzów                   | śląskie             | 2019          |                       | | Browar restauracyjny |  |
| Psotnik                             | Krzywiń                   | wielkopolskie       | 2017          |                       | | |  |
| Pukal                               | Kraków                    | małopolskie         | 2021          |                       | | |  |
| ReCraft                             | Świętochłowice            | śląskie             | 2013          |                       | | d. Browar Reden Świętochłowice |  |
| Reden                               | Chorzów                   | śląskie             | 2013          |                       | | Browar restauracyjny |  |
| Reden                               | Chorzów                   | śląskie             | 2021          |                       | | Drugi browar Redena w Chorzowie |  |
| Resursa                             | Chęciny                   | świętokrzyskie      | 2025          |                       | | Restauracja & Browar |  |
| Roch                                | Nowe Rochowice            | dolnośląskie        | 2015          | 1400                  | ROCH | |  |
| Rock                                | Jarocin                   | wielkopolskie       | 2017          |                       | Punk Pils | |  |
| Rojber                              | Jemielnica                | opolskie            | 2021-2023     |                       | | |  |
| Rybnicki                            | Rybnik                    | śląskie             | 2013          |                       | | Browar restauracyjny |  |
| Rynek                               | Racibórz                  | śląskie             | 2013          |                       | | Browar restauracyjny |  |
| Sady                                | Sady                      | wielkopolskie       | 2018          |                       | | |  |
| Salio                               | Besiekierz Rudny          | łódzkie             | 2018          |                       | | Browar restauracyjny |  |
| Sami Swoi                           | Głowno                    | łódzkie             | 2020          |                       | | Browar restauracyjny |  |
| Sądecki                             | Nowy Sącz                 | małopolskie         | 2016          |                       | | |  |
| Siedlisko Janczar                   | Pstrągowa                 | podkarpackie        | 2021          |                       | | Browar restauracyjny |  |
| Sir Beer                            | Bytom                     | śląskie             | 2016          |                       | | Pierwotnie założony jako Minibrowar Piwnica Gawronów, od 2018 jako Sir Beer                                                            |  |
| Słociak                             | Opole                     | opolskie            | 2012          |                       | | Browar restauracyjny w Hotelu Słociak                                                                                                  |  |
| Słodowy Dwór                        | Harasimowicze             | podlaskie           | 2015          |                       | | |  |
| Socho                               | Kożuszki-Parcel           | mazowieckie         | 2016          |                       | | |  |
| Sowiduch                            | Karpacz                   | dolnośląskie        | 2019          |                       | | Browar restauracyjny |  |
| Spiż                                | Wrocław                   | dolnośląskie        | 1992          | 1000                  | | Najstarszy browar restauracyjny w Polsce                                                                                               |  |
| Spiż                                | Katowice                  | śląskie             | 2005          |                       | | Browar restauracyjny |  |
| Spółdzielczy                        | Puck                      | pomorskie           | 2015          |                       | Flagowe, Cumowe | |  |
| Stacja Filtracja                    | Żnin                      | kujawsko-pomorskie  | 2020          |                       | | Browar restauracyjny w ośrodku konferencyjno-wypoczynkowym Cukrownia Żnin                                                              |  |
| Stacja Małomice                     | Małomice                  | lubuskie            | 2019          |                       | | |  |
| Stara Komenda                       | Szczecin                  | zachodniopomorskie  | 2011          |                       | | Browar restauracyjny |  |
| Stara Owczarnia                     | Krężoły                   | kujawsko-pomorskie  | 2022          |                       | | |  |
| Stara Szkoła                        | Osmola                    | podlaskie           | 2015          |                       | | |  |
| Stara Zajezdnia                     | Kraków                    | małopolskie         | 2013          |                       | | Browar restauracyjny |  |
| Stargard                            | Stargard                  | zachodniopomorskie  | 2018          |                       | | |  |
| Staromiejski Piwowar                | Legnica                   | dolnośląskie        | 2017          |                       | | Browar restauracyjny |  |
| Staropolski Browar Kultowy          | Zduńska Wola              | łódzkie             | 1892          | 180 tys.              | Staropolskie, PRL, Kultowe, Złoty Ul, Anstadt, Pomorskie, Bestbir | |  |
| Stary Kraków                        | Wronin                    | małopolskie         | 2016          |                       | | Założony przez najstarszy browar kontraktowy w Polsce Stary Kraków                                                                     |  |
| Stary Browar Kościerzyna            | Kościerzyna               | pomorskie           | 2018          | 50 tys.               | Lager, Pszeniczne, Ciemna 10, Red Lager, AIPA, IPA, Feelemon, Obuch, Żurawinowe | Browar Kościerzyna Sp. z o.o. |  |
| Stary Browar Rzeszowski             | Rzeszów                   | podkarpackie        | 2013          |                       | | Browar restauracyjny |  |
| Stary Rynek                         | Białystok                 | podlaskie           | 2016          |                       | | Browar restauracyjny |  |
| Stodoła                             | Libusza                   | małopolskie         | 2019          |                       | | Browar restauracyjny |  |
| Such a Beer                         | Śleszowice                | małopolskie         | 2019          |                       | | |  |
| Sulewski                            | Hrubieszów                | lubelskie           | 2013          | 600                   | | Browar restauracyjny |  |
| Sun Brewing                         | Węgrzce Wielkie           | małopolskie         | 2016          |                       | | |  |
| Szczyrzycki Browar Cystersów Gryf   | Szczyrzyc                 | małopolskie         | 2015          |                       | Opackie, Grodzisko, Przeora | |  |
| Szreniawa                           | Szreniawa                 | wielkopolskie       | 2019          |                       | | Browar w Muzeum Narodowym Rolnictwa i Przemysłu Rolno-Spożywczego                                                                      |  |
| Świdnica                            | Świdnica                  | dolnośląskie        | 2015          |                       | | |  |
| Tarczyn                             | Tarczyn                   | mazowieckie         | 2005          | 20 tys.               | Rysy | |  |
| Tarnobrzeg                          | Tarnobrzeg                | podkarpackie        | 2019          |                       | | |  |
| T.E.A. Time                         | Kraków                    | małopolskie         | 2014          |                       | | Browar z wyszynkiem |  |
| Tenczynek                           | Tenczynek                 | małopolskie         | 1553          | 100 tys.              | Pils, Bock, Pszeniczne, Marcowe, Lager, American Wheat, Milk Stout, IPA, Miodowe, Buh, Český Ležák | |  |
| Trzy Korony                         | Nowy Sącz                 | małopolskie         | 2013          |                       | | Browar z wyszynkiem |  |
| Trzy Korony Puławy                  | Puławy                    | lubelskie           | 2011          |                       | | Browar restauracyjny |  |
| Tumska 13                           | Płock                     | mazowieckie         | 2018          |                       | | Browar restauracyjny |  |
| Tumski                              | Płock                     | mazowieckie         | 2008          |                       | | Browar restauracyjny |  |
| Turek                               | Turek                     | wielkopolskie       | 2017          |                       | Czarna Kaśka, WeizenTURek, Bursztynowa Afera, GOSK, Cudzoziemiec, ToURdePILS, Alba Cabra, Belgijska Mgła, Hop's Na TURa, Oaky Goaty, ROUTE 00, Opcja Zero | Browar restauracyjny |  |
| Twigg                               | Kraków                    | małopolskie         | 2014          |                       | | |  |
| Ukiel                               | Olsztyn                   | warmińsko-mazurskie | 2017          |                       | | |  |
| Ułan                                | Poznań                    | wielkopolskie       | 2016          |                       | | Browar restauracyjny |  |
| Ursa Maior                          | Uherce Mineralne          | podkarpackie        | 2013          | 6 tys.                | Deszcz w Cisnej, Wataha, Dwa Misie, Pantokrator, Podróżnik, Rejwach na Kazimierzu, No Guru, Przemytnik | |  |
| Vrest                               | Gdańsk                    | pomorskie           | 2016          |                       | | Browar restauracyjny |  |
| Wagabunda                           | Niechlów                  | dolnośląskie        | 2018          |                       | | |  |
| Warkot                              | Łódź                      | łódzkie             | 2018          |                       | Browar restauracyjny | |  |
| Warmia                              | Olsztyn                   | warmińsko-mazurskie | 2015          |                       | | Browar restauracyjny |  |
| Warzelnia Piwa                      | Bydgoszcz                 | kujawsko-pomorskie  | 2011          |                       | | Browar restauracyjny |  |
| Waszczukowe                         | Czarna Białostocka        | podlaskie           | 2017          |                       | | |  |
| Watra                               | Zakopane                  | małopolskie         | 2013          |                       | | Browar restauracyjny |  |
| Wąsosz                              | Wąsosz                    | śląskie             | 1994          | 20 tys.               | Marynka Pils, Wąsosz | d. Browar GAB, Browar Południe |  |
| Wąsowo                              | Wąsowo                    | Wielkopolskie       | 2025          |                       | | |  |
| W Cieniu                            | Kochłowice                | opolskie            | 2018          |                       | | |  |
| Wehikuł                             | Milanówek                 | mazowieckie         | 2018          |                       | | |  |
| Welders                             | Jemielnica                | Opolskie            | 2023          |                       | | |  |
| Wiatr                               | Uniejów                   | łódzkie             | 2016          |                       | | Browar restauracyjny |  |
| Widawa                              | Chrząstawa Mała           | dolnośląskie        | 2012          |                       | | |  |
| Wielka Sowa                         | Bielawa                   | dolnośląskie        | 2017          |                       | | |  |
| Wiejski Zakarczmie                  | Leżajsk                   | podkarpackie        | 2023          |                       | | |  |
| Wieżyca                             | Sobótka                   | dolnośląskie        | 2018          |                       | | Browar z wyszynkiem |  |
| Wirtuozeria                         | Bielsko-Biała             | śląskie             | 2016          |                       | | Browar restauracyjny |  |
| Wisła                               | Wisła                     | śląskie             | 2020          |                       | | Browar restauracyjny |  |
| Witnica                             | Witnica                   | lubuskie            | 1848          | 50 tys.               | Black Boss Porter, Lubuskie | |  |
| Wrowar Brewing                      | Jelcz-Laskowice           | Dolnośląskie        | 2024          |                       | Wrominator,Wrowariano Italiano,Sweet Bird,Reinkarnacja 2.0,Reinkarnacja,Pewnego Razu W Warszawie,Black River,Für Deutschland,Graffitacja,Black River Z Kawą Coop. Pikola,Wrominatorek,Disco Gooses,Misty Shot,Czas Apotorfalipsy,Disco Gooses Z Pieprzem Syczuańskim,Kajak,Beztroskie Pole,I Love the Smell of Torf Tea In the Morning,INFUZJA: Beztroskie Pole Mango, Ananas, Banan,INFUZJA: Wrominatorek Z Bursztynem | |  |
| Wrzos                               | Ustroń                    | śląskie             | 2013          |                       | | Browar restauracyjny |  |
| Wyszak                              | Szczecin                  | zachodniopomorskie  | 2015          |                       | | Browar restauracyjny |  |
| Zadyma                              | Szaflary                  | małopolskie         | 2011          |                       | | Browar restauracyjny |  |
| Zakładowy                           | Poniatowa                 | lubelskie           | 2016          | 3 tys.                | | |  |
| Arcyksiążęcy Browar Zamkowy Cieszyn | Cieszyn                   | śląskie             | 1846          | 160 tys.              | Cieszyn Pilsner, Lager, Pszeniczne, Double IPA, Porter Bałtycki, Lager Bezalkoholowy | Najdłużej nieprzerwanie działający Browar w Polsce.                                                                                    |  |
| Zamkowy                             | Racibórz                  | śląskie             | 1567          | 20 tys.               | Raciborskie, Twierdzowe | |  |
| Zapanbrat                           | Żywiec                    | śląskie             | 2017          |                       | | |  |
| Zarzecze                            | Zarzecze                  | śląskie             | 2014          |                       | | Warzy piwo na zlecenie innych podmiotów gospodarczych                                                                                  |  |
| Zaścianki                           | Zaścianki                 | podlaskie           | 2018          |                       | | |  |
| Zbrozło                             | Oborniki Śląskie          | dolnośląskie        | 2020-2023     |                       | | |  |
| Zielone Wzgórze                     | Sulistrowiczki            | dolnośląskie        | 2018          |                       | | Browar restauracyjny |  |
| Ziemia Obiecana                     | Pabianice                 | łódzkie             | 2016          |                       | | |  |
| Złota Woda Manufaktura Piwowarska   | Łomnica                   | dolnośląskie        | 2021          |                       | | Browar restauracyjny |  |
| Złoty Pies                          | Wrocław                   | dolnośląskie        | 2015          |                       | | Browar restauracyjny |  |
| Złoty Róg                           | Kalisz                    | wielkopolskie       | 2006          |                       | | Browar restauracyjny |  |
| Zodiak                              | Bierzwienna Długa-Kolonia | wielkopolskie       | 1997          | 30 tys.               | Lew, Zodiak, Włocławskie | |  |
| Zwierzyniec                         | Zwierzyniec               | lubelskie           | 1805          | 36 tys.               | Zwierzyniec | Perła – Browary Lubelskie |  |
| ZZ Wojkówka                         | Wojkówka                  | podkarpackie        | 2013          |                       | | Browar restauracyjny |  |
| Żuławski                            | Kolbudy                   | pomorskie           | 2021          |                       | | |  |

## Galeria

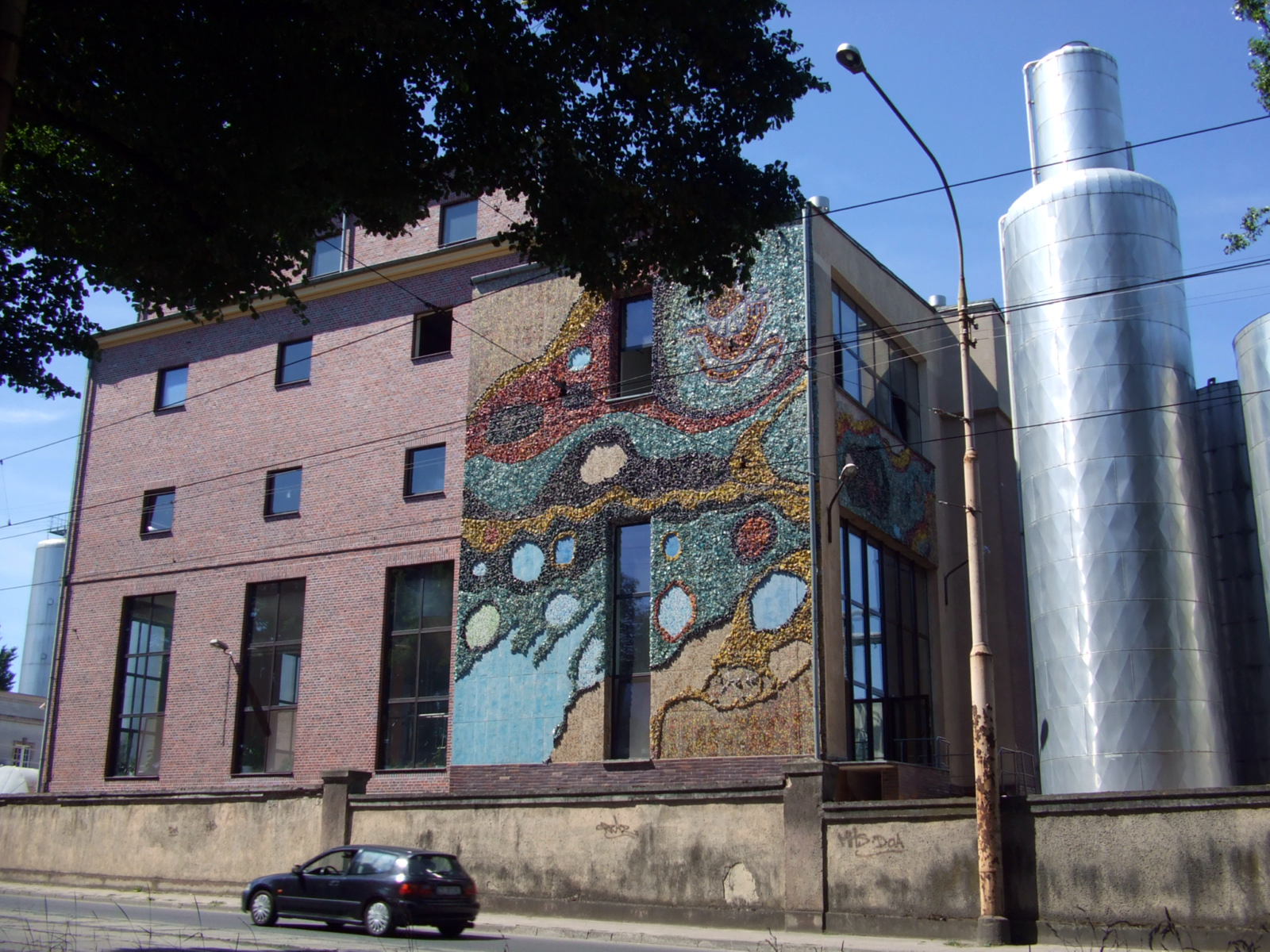
Browar Bosman
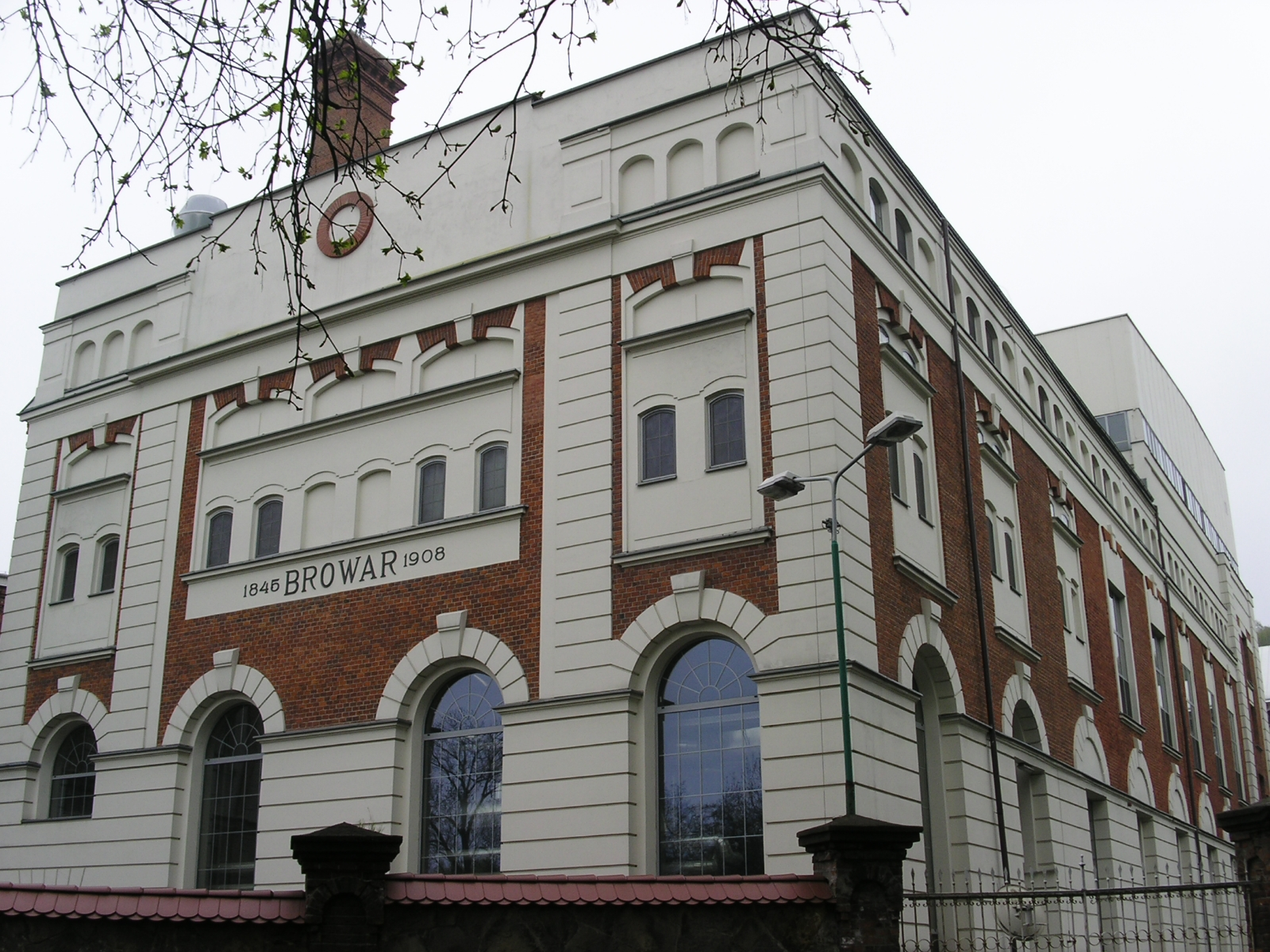
Browar Okocim
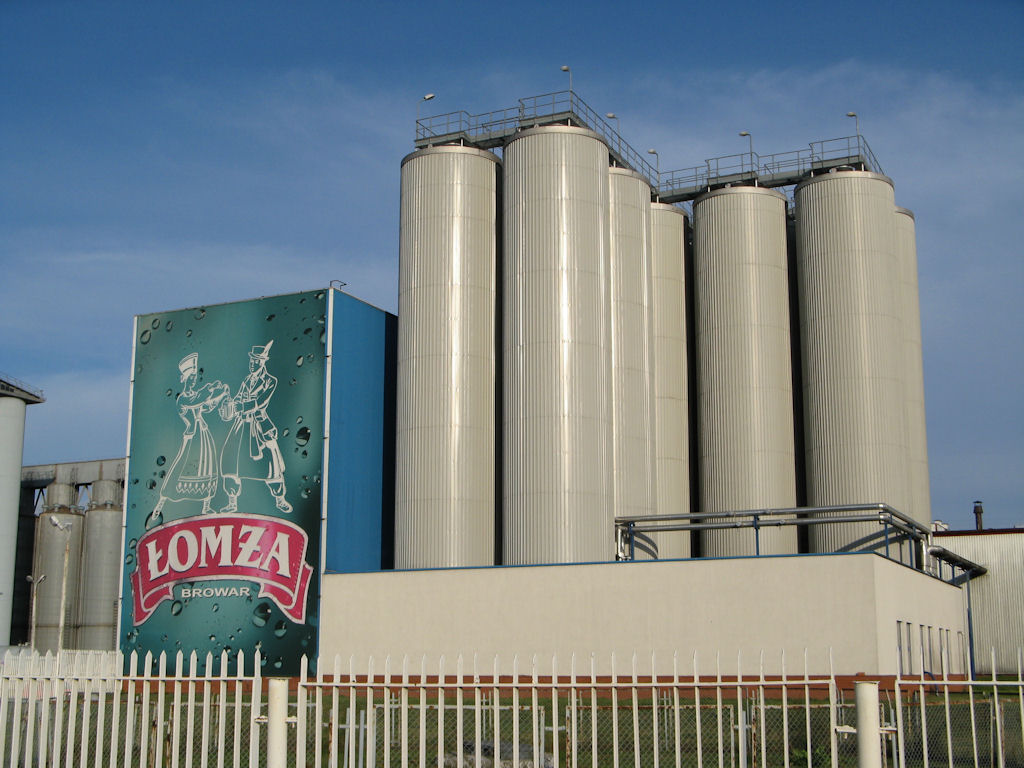
Browar Łomża
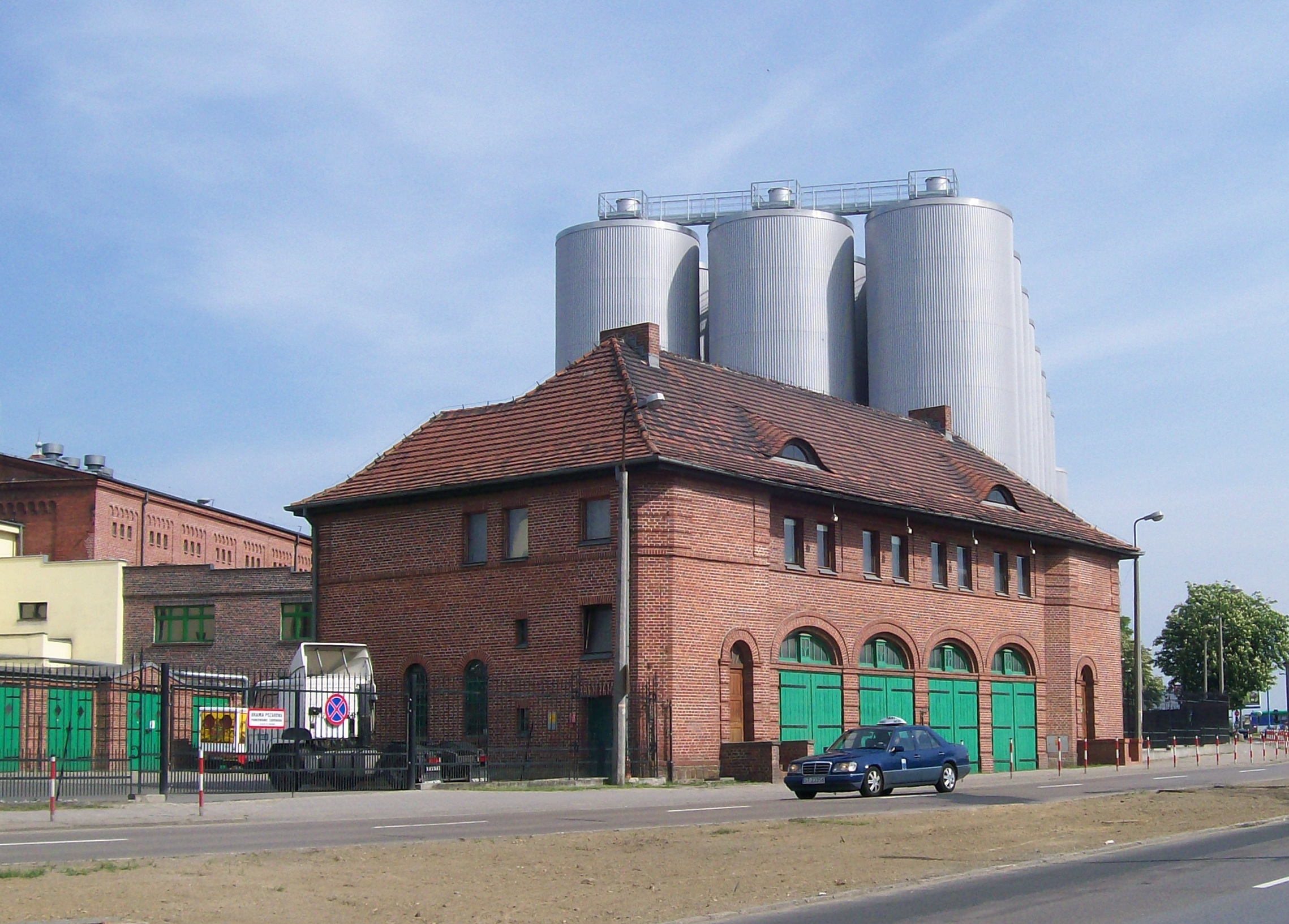
Browar Książęcy
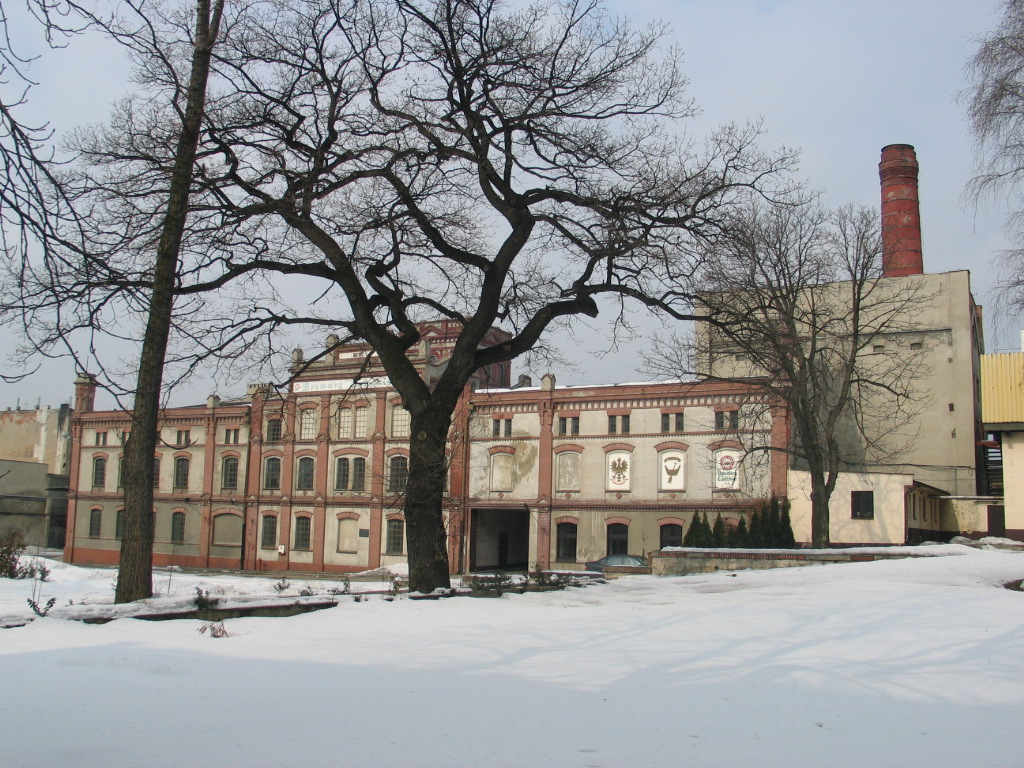
Browar Nr 1 w Łodzi
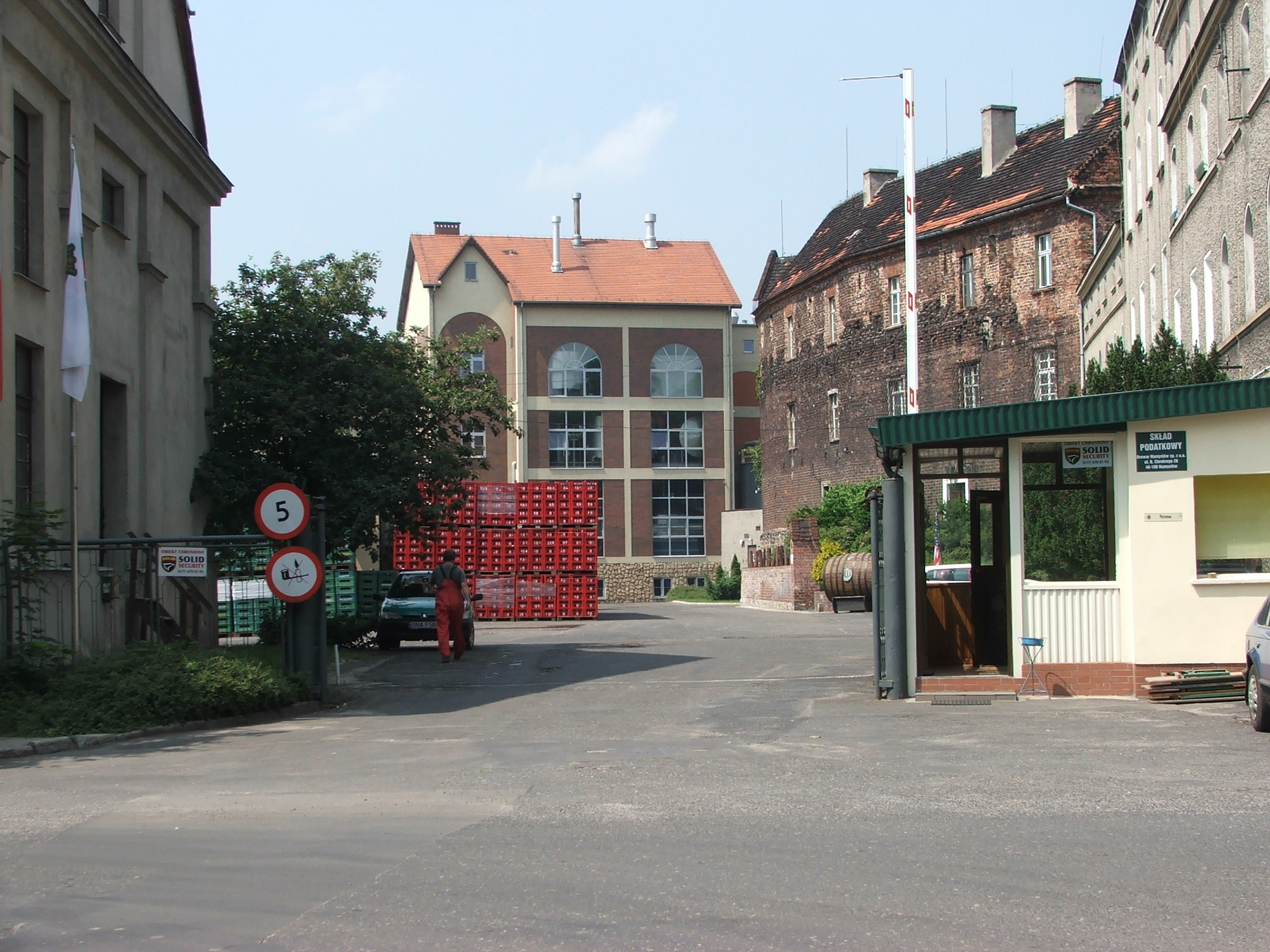
Browar Namysłów
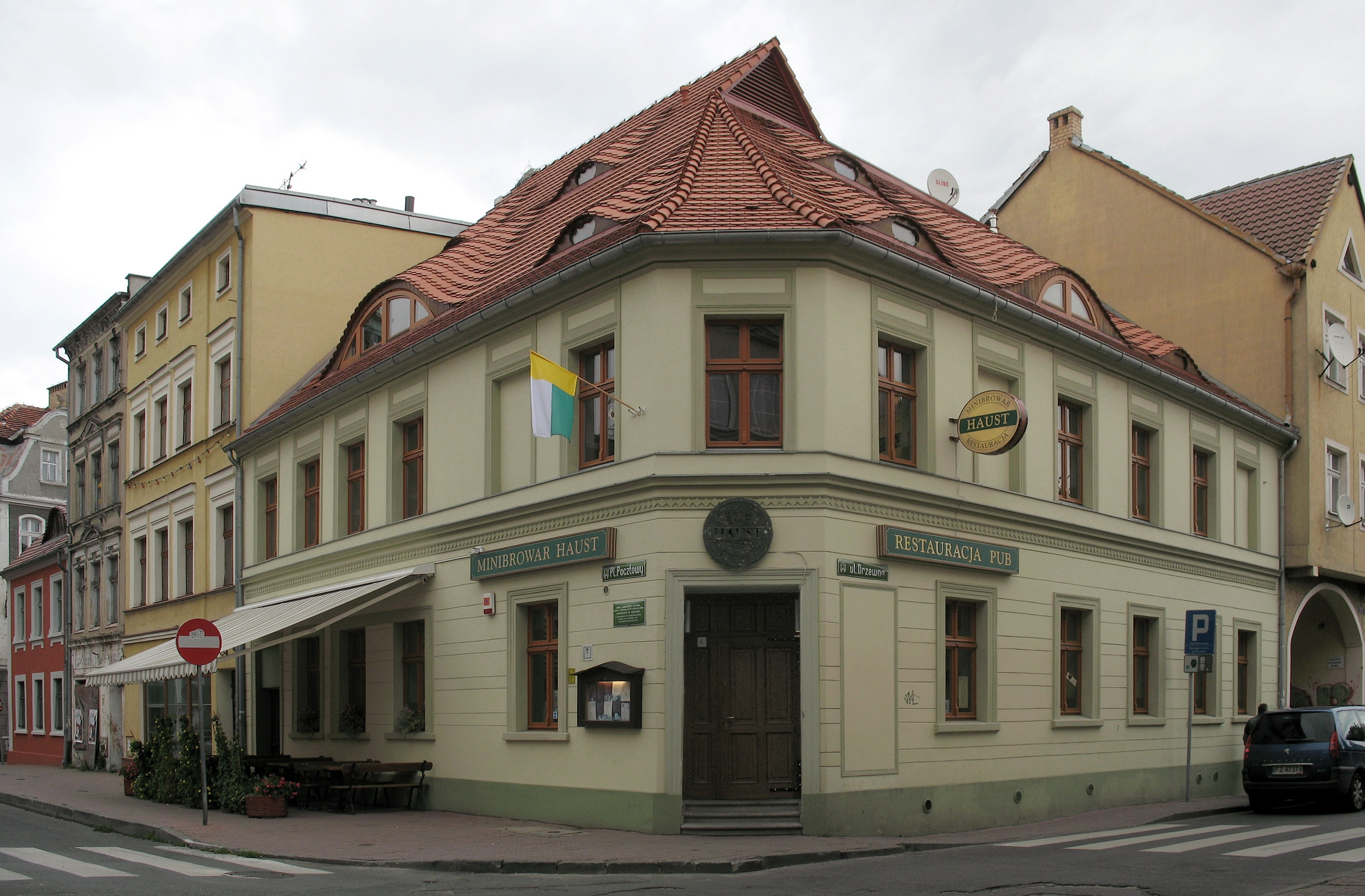
Browar Haust
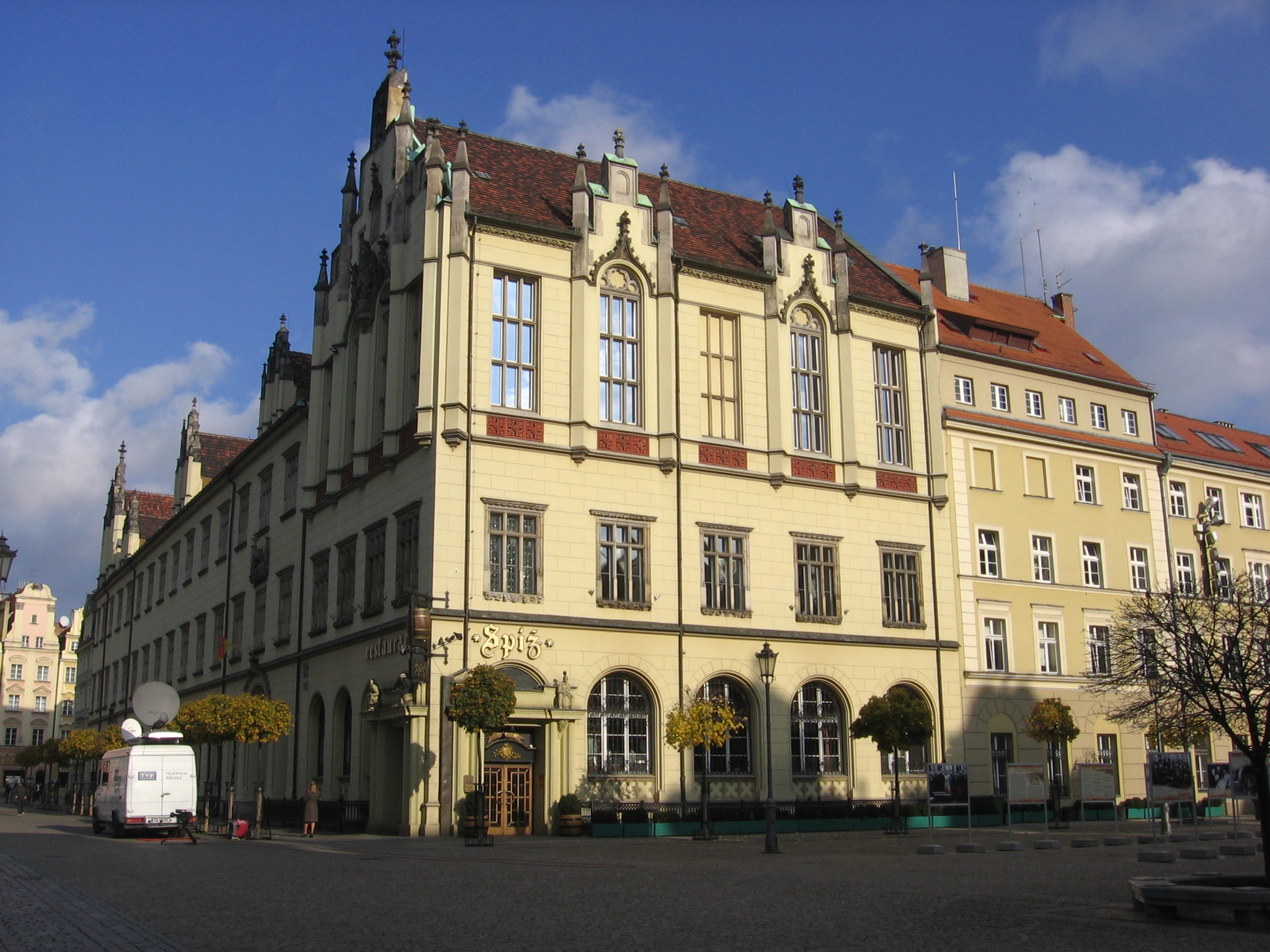
Browar Spiż we Wrocławiu
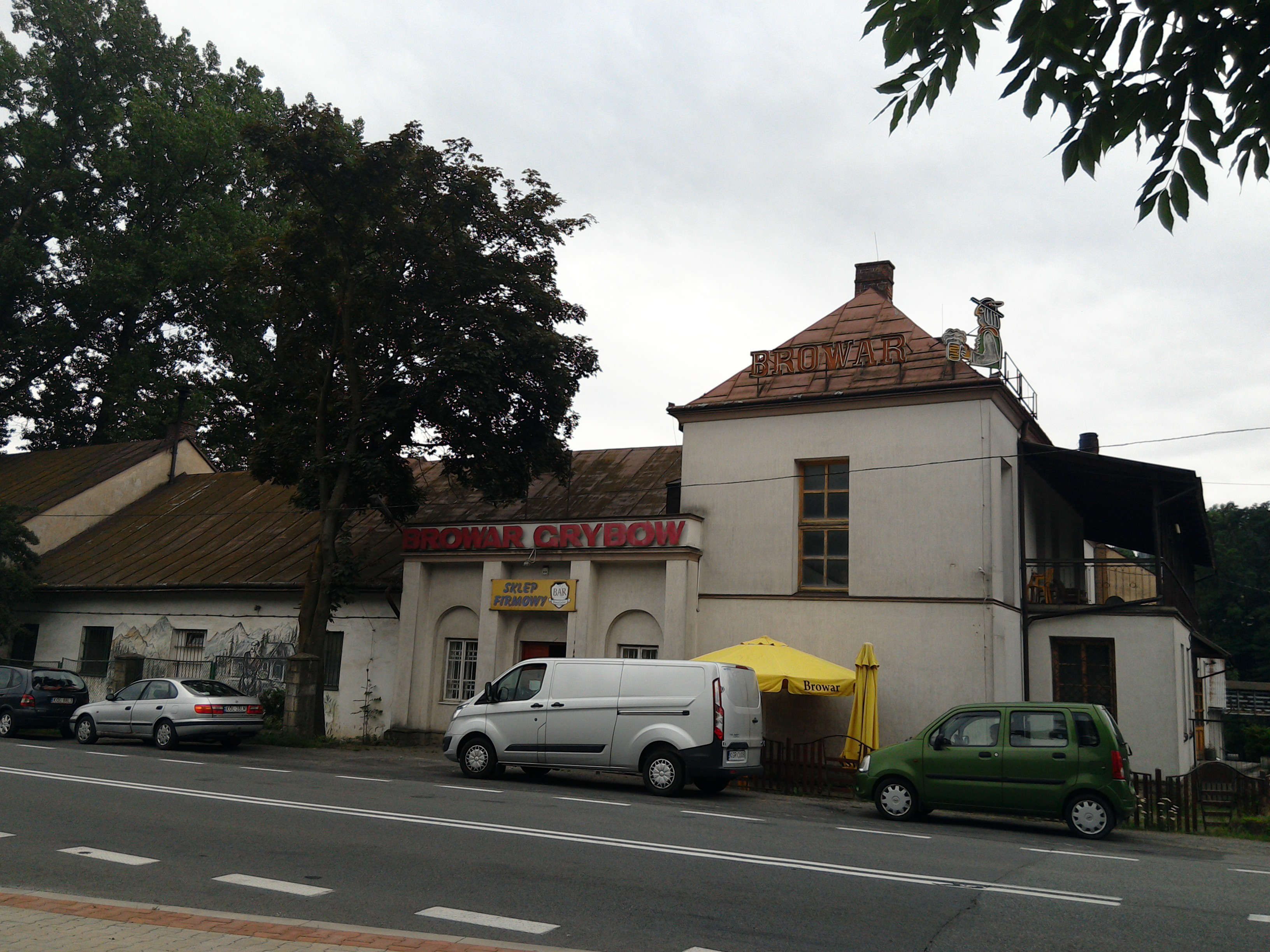
Browar Grybów